# Königsliebe
Königsliebe (Originaltitel: Saraband for Dead Lovers) ist ein britischer Historienfilm aus dem Jahr 1948. Der Film handelt von der tragischen Liebesbeziehung zwischen Prinzessin Sophie Dorothea von Braunschweig-Lüneburg und dem Grafen Philipp Christoph von Königsmarck.

## Handlung
Die Handlung beginnt in Schloss Ahlden. Die vor Jahrzehnten in die Provinz verbannte Sophie Dorothea (Joan Greenwood) erinnert sich am Ende ihres Lebens an ihre Jugend zurück. Als Prinzessin unbeschwert im herzoglichen Schloss zu Celle aufgewachsen, wird sie aus politischen Gründen mit ihrem Cousin Georg Ludwig (Peter Bull), dem späteren König Georg I. von Großbritannien, verheiratet. Die Ehe verläuft jedoch äußerst unglücklich für Sophie Dorothea, und so beginnt die vernachlässigte Kurfürstin ein Liebesverhältnis mit dem attraktiven Grafen von Königsmarck (Stewart Granger). Das Verhältnis wird bald publik und Königsmarck wird durch die Intrige der Gräfin Platen (Flora Robson) im Leineschloss in Hannover ermordet. Sophie Dorothea wird in das Schloss Ahlden verbannt, wo sie nach über 30 Jahren Gefangenschaft stirbt.

## Kritik
Der Filmdienst bewertet den Film als „(a)ufwendig und geschmackvoll ausgestattetes historisches Melodram.“

## Sonstiges
- Königsliebe war bei der Oscarverleihung 1950 in der Kategorie Bestes Szenenbild nominiert.
- Der Film ist eine Adaption des Buches Saraband for Dead Lovers (1935) der australischen Schriftstellerin Helen Simpson.
- Die britische Gothic-Band Sex Gang Children hat ein Lied mit dem Titel Saraband for Dead Lovers gemacht.
- Der Film kam am 4. Oktober 1948 in die englischen Kinos. Deutscher Kinostart war am 25. November 1949.